# وومکس

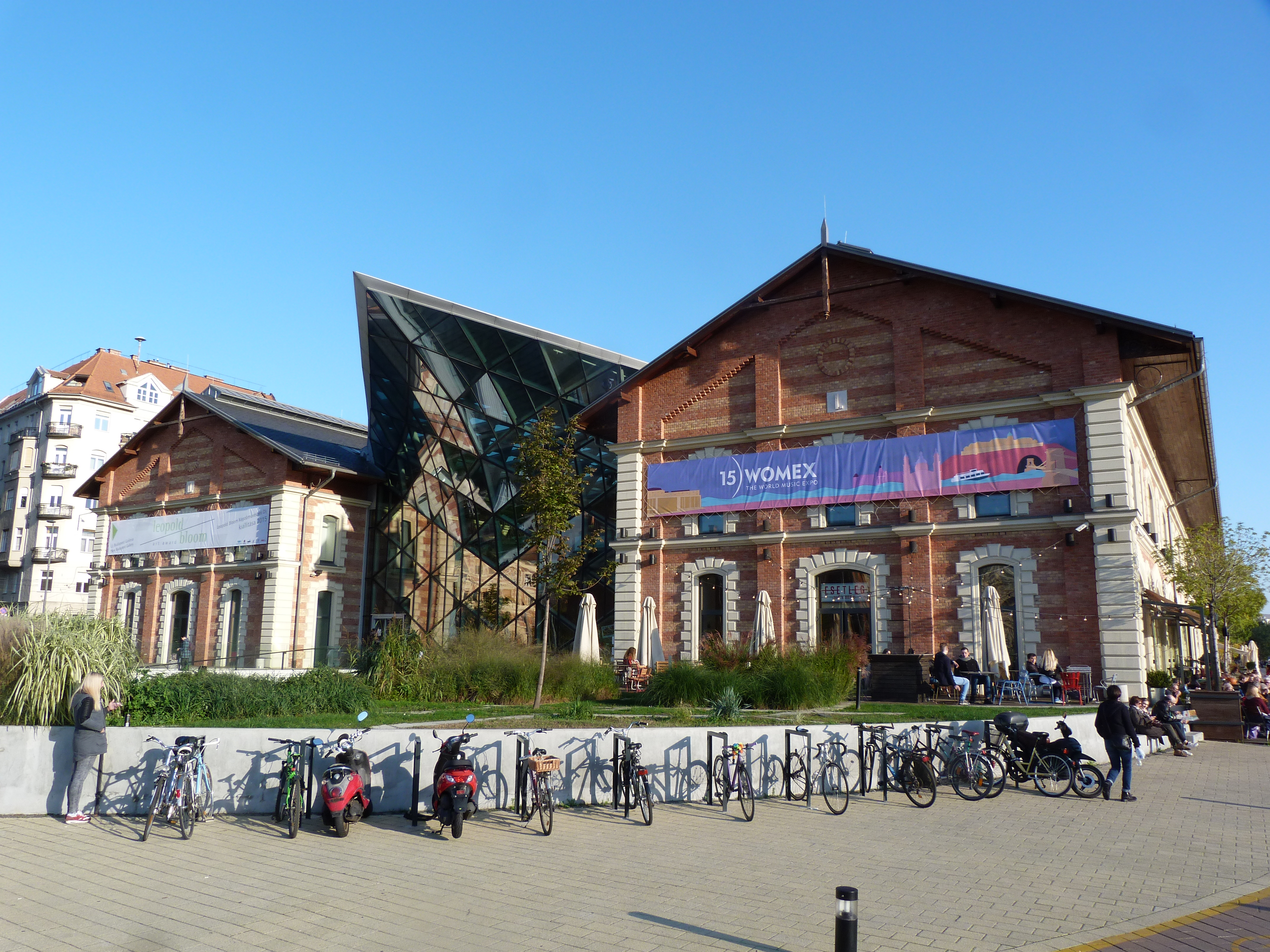
وومکس ۲۰۱۵

وومکس (انگلیسی: WOMEX) کوتاه شدهٔ عبارت: Worldwide Music Expo به معنای نمایشگاه جهانی موسیقی، یک پروژهٔ بین‌المللی پشتیبانی و توسعه موسیقی ملل است که مرکز آن در برلین مستقر می‌باشد. رویداد اصلی آن نمایشگاهی است که سالانه در مکان‌های مختلف در سراسر اروپا برگزار می‌شود. این رویداد شامل: یک نمایشگاه تجاری، نمایشگاه‌های جانبی، کنفرانس‌ها، اکران فیلم، جلسات شبکه سازی و جوایز است. در این نمایشگاه موسیقی‌دانان و شرکت‌های تولید آثار موسیقیِ آنها، امکان برقراری ارتباط برای تورهای بین‌المللی و پخش آلبوم را دارند.

## زمان و مکان‌های برگزاری
درسال‌های ۲۰۰۹ تا ۲۰۱۱، وومکس در یک همکاری جدید با نمایشگاه موسیقی ملل کپنهاگ و با مشارکت جشنوارهٔ راسکیله، جشنوارهٔ جاز کپنهاگ و سازمان توریستی کپنهاگ، در شهر کپنهاگ دانمارک برگزار شد.
سایر مکان‌های برگزاری رویدادهای وومکس عبارتند از: برلین (۱۹۹۴، ۱۹۹۹، ۲۰۰۰)، بروکسل (۱۹۹۵)، مارسی (۱۹۹۷)، استکهلم (۱۹۹۸)، روتردام (۲۰۰۱)، اسن (۲۰۰۲، ۲۰۰۴)، نیوکاسل تا تین (۲۰۰۵)، سویا (۲۰۰۳، ۲۰۰۶، ۲۰۰۷، ۲۰۰۸)، تسالونیکی (۲۰۱۲)، کاردیف (۲۰۱۳)، سانتیاگو د کامپوستلا (۲۰۱۴ و ۲۰۱۶)، بوداپست (۲۰۱۵)، کاتوویتس (۲۰۱۷)، لاس پالماس (۲۰۱۸)، تامپرهٔ فنلاند (۲۰۱۹) و وومکس سال ۲۰۲۰ که بار دیگر در بوداپست برگزار می‌شود.
وومکس در ماه اکتبر هر سال و در بسیاری از موارد، در هفتهٔ آخر اکتبر برگزار می‌شود. ثبت‌نام از طریق سایت در روز چهارشنبه، همزمان با برگزاری افتتاحیه انجام می‌شود. شرکت‌کنندگان در همایش می‌توانند از افتتاحیه، کنفرانس، نمایشگاه تجارت، نمایشگاه‌های جانبی عصرهای پنجشنبه، جمعه و شنبه و جوایز وومکس روز یکشنبه، آخرین روز از این رویداد بازدید نمایند. اگرچه وومکس در درجهٔ اول برای حرفه‌ای‌ها و بازدیدکنندگان تجاری در صحنهٔ موسیقی جهان در نظر گرفته شده‌است، اما مردم محلی و گردشگران نیز می‌توانند بلیط اکثر نمایشگاه‌های عصرانه را خریداری کنند.

## تاریخچه
وومکس از سال ۱۹۹۴ آغاز شد و بنیانگذاران آن: کریستوف بور‌کوفسکی و بن ما‌ندلسون بودند.

## جوایز
جوایز وومکس نخستین بار در سال ۱۹۹۹ معرفی شد. از آن زمان، وومکس هر سال جوایز خود را برای دستاوردهای ویژه در صنعت موسیقی بین‌المللی به هنرمندان یا متخصصان اهدا می‌کند. وومکس از سال ۲۰۰۶ و با هماهنگی با نمودارهای موسیقی جهانی اروپا و همچنین از سال ۲۰۱۷، هماهنگ با نمودار موسیقی جهان، سه جایزه برتر را برای شرکت‌های تولید آثار موسیقی که بیشترین آلبوم‌های برتر جدول را دارند، ارائه کرده‌است.